# Großblättrige Feige

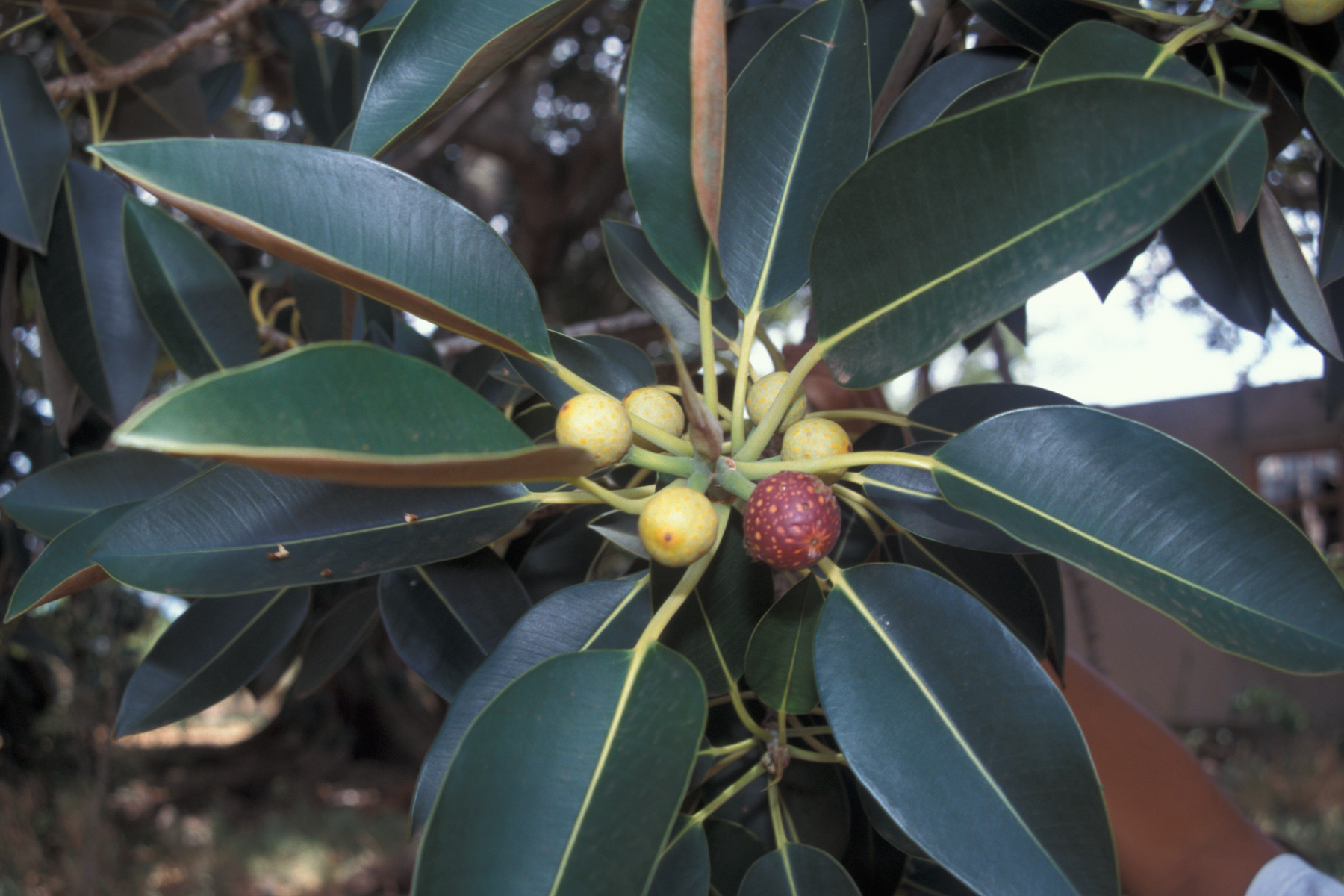
Blätter und Blüten-/Fruchtstände

Die Großblättrige Feige (Ficus macrophylla) ist eine Art der Untergattung Urostigma aus der Gattung der Feigen (Ficus) in der Familie der Maulbeergewächse (Moraceae). Die Großblättrige Feige stammt aus dem Nordosten Australiens. 
Bestäuber der Großblättrigen Feige ist die Feigenwespe Pleistodontes froggatti.

## Beschreibung

### Erscheinungsbild und Blatt
Die Großblättrige Feige wächst als großer, immergrüner Baum und erreicht Wuchshöhen bis zu 55 Meter bei einem Stammdurchmesser von bis zu 2 Meter. Der Stamm bildet zahlreiche Brettwurzeln. Die Krone ist weit ausladend. Von den Ästen ausgehend bilden sich zahlreiche Luftwurzeln, die bei entsprechender Länge im Erdboden wurzeln können. Die Unterart Ficus macrophylla subsp. columnaris unterscheidet sich dadurch, dass sie ihr Wachstum als Epiphyt beginnt, dann mit den Wurzeln den Erdboden erreicht und nie einen durchgehenden Stamm ausbildet.
Die wechselständig angeordneten Laubblätter sind 5 bis 10 cm lang gestielt. Die Blattspreite ist bei einer Länge von 10 bis 25 cm und einer Breite von 7 bis 10 cm breit-elliptisch bis länglich und endet spitz oder mit einer aufgesetzten, stumpfen Spitze, an der Basis ist sie keilförmig oder leicht abgerundet. Die Blattunterseite ist rötlich behaart, die Behaarung verliert sich mit der Zeit. Auf jeder Seite der Hauptader zweigen 13 bis 16 Blattadern ab. Die auffälligen Nebenblätter sind bei einer Länge 5 bis 10 cm, bis zu 15 cm, spitz auch leicht behaart oder kahl.

### Blütenstand und Blüte
Der Blütenstand ist, wie von der Echten Feige (Ficus carica) bekannt, ein Syconium. Die Blütenstände stehen zu zweit beisammen, sie sind rundlich oder etwas länglich mit einer Länge von 1,8 bis 2,5 cm und einem Durchmesser von 1,5 bis 2,4 cm. Der Blütenstandsstiel misst 2 bis 2,5 cm bei einem Durchmesser von 0,6 cm, an ihm sitzen zwei breit-ovale Hochblätter. Die Öffnung der Feige ist sehr klein und kaum über die Oberfläche der Frucht erhaben, rund um die Öffnung sind drei kleine Lappen angeordnet.
Die männlichen Blüten sind gestielt und besitzen drei oder vier Blütenhüllblätter. Die weiblichen Blätter haben nur einen kurzen Stiel und meist drei Blütenhüllblätter, der kurze Griffel trägt eine ungeteilte Narbe.
Die Blütenstände sind noch grün, die Früchte werden später dunkelrot mit gelblich-grünen Flecken.

## Verbreitung
Die Großblättrige Feige stammt von der Ostküste Australiens. Sie kommt vom Nordosten Queenslands bis nach New South Wales vor. Sie wächst dort in Regenwäldern des Tieflands wie auch in Bergregenwäldern. Die Unterart columnaris ist ein Endemit auf Lord Howe Island. Von der Moretonbucht in Queensland hat sie ihren englischen Namen „Moreton Bay Fig“.

## Systematik und botanische Geschichte
Die Erstbeschreibung erfolgte durch René Desfontaines und ist 1807 im zweiten Band von Christian Hendrik Persoons: Synopsis Plantarum, Seite 609 erschienen. Ein Homonym ist Ficus macrophylla Roxb. & Buch.-Ham. ex Sm. (erschienen in The cyclopædia; or, Universal dictionary of arts, sciences, and literature, 14, 1810, S. 32). Synonyme für Ficus macrophylla Desf. ex Pers. sind unter anderen Ficus macrocarpa Blume und Ficus magnolioides Borzi.
Innerhalb der großen Gattung Ficus wird die Großblättrige Feige in die Untergattung Urostigma, dort in die Sektion Malvanthera und weiter in die Untersektion Malvanthereae eingeordnet. Die nächst verwandte Art ist Ficus pleurocarpa.

## Verwendung
Die Großblättrige Feige wird als Ziergehölz kultiviert. Verwendet wird sie in Kalifornien, Florida, Hawaii und in Neuseeland. Im 19. Jahrhundert wurde die Großblättrige Feige auch nach Europa importiert. Der Botaniker Antonino Borzì, Direktor des Botanischen Gartens Palermo, beschrieb die Art 1897 und gab ihr den Namen Ficus magnolioides, weil ihre Blattform der einer Magnolie ähnelt. In Palermo waren bereits 1840 Exemplare dieser Art eingeführt und im Botanischen Garten Palermo, dem Giardino Inglese, dem Giardino Garibaldi und der Villa Whitaker gepflanzt worden.